# Vladan Matijević
Vladan Matijević (Čačak, 16 novembre 1962) è uno scrittore e poeta serbo.

## Biografia e carriera letteraria
Ingegnere di professione, ha lavorato per diciotto anni in uno stabilimento chimico. Dal 2005 è redattore capo per le pubblicazioni della Galleria Nadežda Petrović, sita nella città di Čačak in cui è nato e vive tuttora.
Autore prolifico, a partire dal 1991 si è cimentato in diversi generi, dal racconto al romanzo, passando per la poesia.
Fra le pubblicazioni più significative figurano la raccolta di racconti Прилично мртви (I decisamente morti, 2000), per il quale ha ricevuto il Premio Andrić e i romanzi Писац издалека (Uno scrittore da lontano, 2003), vincitore del Premio NIN; Lezioni di gioia (Часови радости, 2006), il suo maggiore successo internazionale con traduzioni in italiano, francese, inglese, tedesco, spagnolo, macedone e russo; e Врло мало светлости (Pochissima luce, 2010), con cui si è aggiudicato il Premio Meša Selimović.

## Opere in traduzione italiana
- Lezioni di gioia, Whitefly Press, Lugo di Romagna, 2014 - ISBN 9788898487059 (Часови радости, 2006 - traduzione di Milica Marinković).